# Margibi
Margibi is een county in het westen van Liberia. In 2007 woonden er naar schatting 145.000 mensen. De oppervlakte van de county is 3263 vierkante kilometer. De hoofdstad is Kakata dat in het gelijknamige district is gelegen.

## Geschiedenis
De county Margibi werd in 1985 gecreëerd door de samenvoeging en de afscheiding van de territoria Marshall en Gibi die voordien behoorden tot de county Montserrado.

## Grenzen
De county heeft een kustlijn:
- Aan de Atlantische Oceaan in het zuidwesten.

Margibi heeft drie buurcounty's:
- Bong in het noorden.
- Grand Bassa in het (zuid)oosten.
- Montserrado in het (noord)westen.

## Districten
De county bestaat uit vier districten:
- Firestone
- Gibi
- Kakata
- Mambah-Kaba

Bomi · Bong · Gbarpolu · Grand Bassa · Grand Cape Mount · Grand Gedeh · Grand Kru · Lofa · Margibi · Maryland · Montserrado · Nimba · River Cess · River Gee · Sinoe